# Everything That Happens Will Happen Today
Everything That Happens Will Happen Today (en español: «Todo lo que ocurra, ocurrirá hoy») es un álbum de estudio de David Byrne y Brian Eno. Es su segundo álbum posterior a My Life in the Bush of Ghosts (en español: «Mi vida en el arbusto de los fantasmas») en 1981.

## Lista de canciones
1. "Home" – 5:06
2. "My Big Nurse" – 3:21
3. "I Feel My Stuff" – 6:25
4. "Everything That Happens" – 3:46
5. "Life Is Long" – 3:45
6. "The River" – 2:30
7. "Strange Overtones" – 4:17
8. "Wanted for Life" – 5:06
9. "One Fine Day" – 4:55
10. "Poor Boy" – 4:19
11. "The Lighthouse" – 3:46

Edición japonesa
1. "Poor Boy" (Eno & Leo Abrahams Remix) – 3:51

Edición deluxe
1. "Never Thought" – 4:08
2. "Walking Along the River" – 4:38
3. "The Eyes" – 3:29
4. "The Painting" – 4:33

- Datos: Q6336